# San Augustine (Teksas)
San Augustine – miasto w Stanach Zjednoczonych, w stanie Teksas, siedziba administracyjna hrabstwa San Augustine.